# فیلیپ بوواتیه
فیلیپ بوواتیه (فرانسوی: Philippe Bouvatier‎؛ زادهٔ ۱۲ ژوئن ۱۹۶۴) دوچرخه‌سوار اهل فرانسه است.